# University of California Press
University of California Press, skraćeno UC Press, američka je akademska izdavačka kuća. Sjedište se nalazi u Oaklandu u američkoj saveznoj državi Kaliforniji u sklopu tamošnjega Kalifornijskog sveučilišta.
Objavljuje knjige i časopise. 

## Povijest
Osnovan je 1893. godine. radi izdavanja knjiga i drugih izdanja za fakultet Sveučilišta Kalifornije (University of California), osnovanog 25 godina prije, 1868. godine. 
University of California Press objavljuje izdanja iz ovih područja: antropologija, umjetnost, Kalifornija i Zapad, klasični studiji, film, hrana i vino, globalna pitanja, povijest, knjikževnost/pjesništvo, glazba, prirodne znanosti, javno zdravstvo i medicina, religija i sociologija. Također distribuira naslove koje su objavili Huntington Library, Watershed Media, i izdavački programi unutar sustava Sveučilišta Kalifornije.

## Vanjske poveznice
- Službene stranice
- Kalifornijska digitalna knjižnica - University of California Libraries
- Zbirka besplatnih izdanja UC Pressa
- Projekt Mark Twain online
- UC Press na Facebooku
- UC Press na Twitteru
- UC Press na Scribdu - sociologija
- UC Press na Scribdu - religija
- UC Press na Scribdu - povijest